# Lista odcinków serialu Prawo i porządek: sekcja specjalna
Poniżej znajduje się lista odcinków serialu telewizyjnego Prawo i porządek: sekcja specjalna – emitowanego przez amerykańską stację telewizyjną  NBC od 20 października 1999 roku. W Polsce jest emitowany przez stację telewizyjną 13 Ulica.

## Przegląd sezonów
| Sezon | Sezon | Odcinki | Oryginalna emisja    | Oryginalna emisja |
| Sezon | Sezon | Odcinki | Premiera sezonu      | Finał sezonu      |
| ----- | ----- | ------- | -------------------- | ----------------- |
|       | 1     | 22      | 20 września 1999     | 21 maja 2000      |
|       | 2     | 21      | 20 października 2000 | 11 maja 2001      |
|       | 3     | 23      | 28 września 2001     | 17 maja 2002      |
|       | 4     | 25      | 27 września 2002     | 16 maja 2003      |
|       | 5     | 25      | 23 września 2003     | 18 maja 2004      |
|       | 6     | 23      | 21 września 2004     | 24 maja 2005      |
|       | 7     | 22      | 20 września 2005     | 16 maja 2006      |
|       | 8     | 22      | 19 września 2006     | 22 maja 2007      |
|       | 9     | 19      | 25 września 2007     | 13 maja 2008      |
|       | 10    | 22      | 23 września 2008     | 2 czerwca 2009    |
|       | 11    | 24      | 23 września 2009     | 19 maja 2010      |
|       | 12    | 24      | 22 września 2010     | 18 maja 2011      |
|       | 13    | 23      | 21 września 2011     | 17 maja 2012      |
|       | 14    | 24      | 26 września 2012     | 22 maja 2013      |
|       | 15    | 22      | 25 września 2013     | 21 maja 2014      |
|       | 16    | 23      | 24 września 2014     | 20 maja 2015      |
|       | 17    | 23      | 23 września 2015     | 25 maja 2016      |
|       | 18    | 22      | 21 września 2016     | 24 maja 2017      |
|       | 19    | 24      | 27 września 2017     | 23 maja 2018      |
|       | 20    | 24      | 27 września 2018     | 16 maja 2019      |
|       | 21    | 20      | 26 września 2019     | 23 kwietnia 2020  |
|       | 22    | 20      | 12 listopada 2020    | 2021              |

## Sezon 1 (1999-2000)
| Nr | #  | Tytuł                                       | Reżyseria           | Scenariusz                                      | Premiera (NBC)       |
| -- | -- | ------------------------------------------- | ------------------- | ----------------------------------------------- | -------------------- |
| 1  | 1  | Spłata Payback                              | Jean de Segonzac    | Dick Wolf                                       | 20 września 1999     |
| 2  | 2  | Samotne życie A Single Life                 | Lesli Linka Glatter | Miriam Kazdin                                   | 27 września 1999     |
| 3  | 3  | Tylko była podobna ...Or Just Look Like One | Rick Rosenthal      | Michael R. Perry                                | 4 października 1999  |
| 4  | 4  | Histeria Hysteria                           | Richard Dobbs       | Dawn DeNoon, Lisa Marie Petersen                | 11 października 1999 |
| 5  | 5  | Zamiłowanie do podróży Wanderlust           | David Hugh Jones    | Wendy West                                      | 18 października 1999 |
| 6  | 6  | Fatum studenta drugiego roku Sophomore Jinx | Clark Johnson       | John Chambers                                   | 25 października 1999 |
| 7  | 7  | Nieludzka zbrodnia Uncivilized              | Michael Fields      | Robert Palm, Wendy West                         | 15 listopada 1999    |
| 8  | 8  | Prześladowana Stalked                       | Peter Medak         | Roger Garrett                                   | 22 listopada 1999    |
| 9  | 9  | Kariera i miłość Stocks & Bondage           | Constantine Makris  | Michael R. Perry                                | 29 listopada 1999    |
| 10 | 10 | Zamknięcie Closure część 1                  | Steve Wertimer      | Wendy West                                      | 7 stycznia 2000      |
| 11 | 11 | Na noże Bad Blood                           | Michael Fields      | Lisa Marie Petersen, Dawn DeNoon                | 14 stycznia 2000     |
| 12 | 12 | Rosyjski wiersz miłosny Russian Love Poem   | Rick Rosenthal      | Eva Nagorski                                    | 21 stycznia 2000     |
| 13 | 13 | Transakcja Disrobed                         | David Platt         | Janet Tamaro                                    | 4 lutego 2000        |
| 14 | 14 | Własne wady Limitations                     | Constantine Makris  | Michael R. Perry                                | 11 lutego 2000       |
| 15 | 15 | Przyzwolenie na morderstwo Entitled         | Ed Sherin           | Robert Palm, Wendy West, Dick Wolf, René Balcer | 18 lutego 2000       |
| 16 | 16 | Trzeci facet The Third Guy                  | Jud Taylor          | Dawn DeNoon, Lisa Marie Petersen                | 25 lutego 2000       |
| 17 | 17 | Prawdziwa twarz Misleader                   | Richard Dobbs       | Nick Kendrick, Nick Harding                     | 31 marca 2000        |
| 18 | 18 | Rozmowy w sieci Chat Room                   | Richard Dobbs       | Roger Garrett                                   | 14 kwietnia 2000     |
| 19 | 19 | Kontakt Contact                             | Michael Zinberg     | Robert Palm, Wendy West                         | 28 kwietnia 2000     |
| 20 | 20 | Wyrzuty sumienia Remorse                    | Alexander Cassini   | Michael R. Perry                                | 6 maja 2000          |
| 21 | 21 | Nokturn Nocturne                            | Jean de Segonzac    | Wendy West                                      | 12 maja 2000         |
| 22 | 22 | Niewolnicy Slaves                           | Ted Kotcheff        | Dawn DeNoon, Lisa Marie Petersen                | 19 maja 2000         |

## Sezon 2 (2000-2001)
| Nr | #  | Tytuł                         | Reżyseria            | Scenariusz                                            | Premiera (NBC)       |
| -- | -- | ----------------------------- | -------------------- | ----------------------------------------------------- | -------------------- |
| 23 | 1  | Aspekt moralny Wrong Is Right | Ted Kotcheff         | David J. Burke, Jeff Eckerle                          | 20 października 2000 |
| 24 | 2  | Honor                         | Alan Metzger         | Robert F. Campbell, Jonathan Greene                   | 27 października 2000 |
| 25 | 3  | Koniec gry, część 2 Closure   | Jean de Segonzac     | David J. Burke, Judith McCreary, Wendy West           | 3 listopada 2000     |
| 26 | 4  | Spuścizna Legacy              | Jud Taylor           | Jeff Eckerle                                          | 10 listopada 2000    |
| 27 | 5  | Nieletni zabójca Baby Killer  | Juan José Campanella | Dawn DeNoon, Lisa Marie Petersen                      | 17 listopada 2000    |
| 28 | 6  | Niezgodność Noncompliance     | Elodie Keene         | Judith McCreary                                       | 24 listopada 2000    |
| 29 | 7  | Rozdzieleni Asunder           | David Platt          | Judith McCreary                                       | 1 grudnia 2000       |
| 30 | 8  | Pod wrażeniem Taken           | Michael Fields       | Dawn DeNoon, Lisa Marie Petersen                      | 15 grudnia 2000      |
| 31 | 9  | Fotki Pixies                  | Jean de Segonzac     | Tracey Stern, Clifton Campbell, Jeff Eckerle          | 12 stycznia 2001     |
| 32 | 10 | Przyzwolenie Consent          | James Quinn          | Jeff Eckerle                                          | 19 stycznia 2001     |
| 33 | 11 | Maltretowane dziecko Abuse    | Richard Dobbs        | Dawn DeNoon, Lisa Marie Petersen, Gwendolyn M. Parker | 26 stycznia 2001     |
| 34 | 12 | Sekrety Secrets               | Arthur W. Forney     | Robert F. Campbell, Jonathan Greene, Wendy West       | 2 lutego 2001        |
| 35 | 13 | Ofiary Victims                | Constantine Makris   | Nick Kendrick                                         | 9 lutego 2001        |
| 36 | 14 | Paranoja Paranoia             | Richard Dobbs        | Robert F. Campbell, Jonathan Greene                   | 16 lutego 2001       |
| 37 | 15 | Odliczanie Countdown          | Steve Shill          | Dawn DeNoon, Lisa Marie Petersen                      | 23 lutego 2001       |
| 38 | 16 | Uciekinierka Runaway          | Richard Dobbs        | David J. Burke, Nick Kendrick                         | 2 marca 2001         |
| 39 | 17 | Szaleństwo Folly              | Jud Taylor           | Todd Robinson                                         | 23 marca 2001        |
| 40 | 18 | Obława Manhunt                | Stephen Wertimer     | Jeff Eckerle                                          | 20 kwietnia 2001     |
| 41 | 19 | Pasożyty Parasites            | David Platt          | Martin Weiss                                          | 27 kwietnia 2001     |
| 42 | 20 | W przypływie złości Pique     | Steve Shill          | Judith McCreary                                       | 4 maja 2001          |
| 43 | 21 | Dopust boży Scourge           | Alex Zakrzewski      | Robert F. Campbell, Jonathan Greene, Neal Baer        | 11 maja 2001         |

## Sezon 3 (2001-2002)
| Nr | #  | Tytuł                              | Reżyseria            | Scenariusz                                        | Premiera (NBC)       |
| -- | -- | ---------------------------------- | -------------------- | ------------------------------------------------- | -------------------- |
| 44 | 1  | Wyparte wspomnienia Repression     | Henry J. Bronchtein  | Marilyn Osborn                                    | 28 września 2001     |
| 45 | 2  | Gniew Wrath                        | Jean de Segonzac     | Judith McCreary                                   | 5 października 2001  |
| 46 | 3  | Wykradziony Stolen                 | James Quinn          | Robert F. Campbell, Jonathan Greene               | 12 października 2001 |
| 47 | 4  | Na dachu Rooftop                   | Steve Shill          | Robert F. Campbell, Jonathan Greene, Neal Baer    | 19 października 2001 |
| 48 | 5  | Plątanina Tangled                  | Jean de Segonzac     | Dawn DeNoon, Lisa Marie Petersen                  | 26 października 2001 |
| 49 | 6  | Odkupienie Redemption              | Ted Kotcheff         | Jeff Eckerle                                      | 2 listopada 2001     |
| 50 | 7  | Ofiara Sacrifice                   | Lesli Linka Glatter  | Samantha Howard Corbin, Javier Grillo-Marxuach    | 9 listopada 2001     |
| 51 | 8  | Zbrodnicze dziedzictwo Inheritance | Juan José Campanella | Tara Butters, Kathy Ebel, Michele Fazekas         | 16 listopada 2001    |
| 52 | 9  | Opieka zastępcza Care              | Gloria Muzio         | Dawn DeNoon, Lisa Marie Petersen                  | 23 listopada 2001    |
| 53 | 10 | Przewrotna zbrodnia Ridicule       | Constantine Makris   | Judith McCreary                                   | 14 grudnia 2001      |
| 54 | 11 | Monogamia Monogamy                 | Constantine Makris   | Tara Butters, Michele Fazekas                     | 4 stycznia 2002      |
| 55 | 12 | Ochrona Protection                 | Alex Zakrzewski      | Robert F. Campbell, Jonathan Greene               | 11 stycznia 2002     |
| 56 | 13 | Cud Prodigy                        | Steve Shill          | Dawn DeNoon, Lisa Marie Petersen                  | 18 stycznia 2002     |
| 57 | 14 | Fałszerstwo Counterfeit            | Arthur W. Forney     | Amanda Green                                      | 25 stycznia 2002     |
| 58 | 15 | Egzekucja Execution                | Alex Zakrzewski      | Judith McCreary                                   | 1 lutego 2002        |
| 59 | 16 | Popularność Popular                | Jean de Segonzac     | Stephen Belber, Kathy Ebel                        | 1 marca 2002         |
| 60 | 17 | Inwigilacja Surveillance           | Steve Shill          | Jeff Eckerle                                      | 8 marca 2002         |
| 61 | 18 | Wina Guilt                         | David Platt          | Tara Butters, Michele Fazekas                     | 29 marca 2002        |
| 62 | 19 | Wymiar sprawiedliwości Justice     | Juan José Campanella | Dawn DeNoon, Lisa Marie Petersen                  | 5 kwietnia 2002      |
| 63 | 20 | Alarm Greed                        | Constantine Makris   | Robert F. Campbell, Jonathan Greene               | 26 kwietnia 2002     |
| 64 | 21 | Odmowa Denial                      | Steve Shill          | Judith McCreary                                   | 3 maja 2002          |
| 65 | 22 | Kompetencje Competence             | Jud Taylor           | Robert F. Campbell, Jonathan Greene, Jeff Eckerle | 10 maja 2002         |
| 66 | 23 | Cisza Silence                      | Steve Shill          | Patrick Harbinson                                 | 17 maja 2002         |

## Sezon 4 (2002-2003)
| Nr | #  | Tytuł                            | Reżyseria            | Scenariusz                                  | Premiera (NBC)       |
| -- | -- | -------------------------------- | -------------------- | ------------------------------------------- | -------------------- |
| 67 | 1  | Kameleon Chameleon               | Jean de Segonzac     | Michele Fazekas, Tara Butters               | 27 września 2002     |
| 68 | 2  | Podstęp Deception                | Constantine Makris   | Michele Fazekas, Tara Butters               | 4 października 2002  |
| 69 | 3  | Troski Vulnerable                | Juan José Campanella | Lisa Marie Petersen, Dawn DeNoon            | 11 października 2002 |
| 70 | 4  | Żądza Lust                       | Michael Fields       | Amanda Green                                | 18 października 2002 |
| 71 | 5  | Znikające akta Disappearing Acts | Alex Zakrzewski      | Judith McCreary                             | 25 października 2002 |
| 72 | 6  | Anioły Angels                    | Arthur W. Forney     | Jonathan Greene, Robert F. Campbell         | 1 listopada 2002     |
| 73 | 7  | Lalki Dolls                      | Darnell Martin       | Amanda Green                                | 8 listopada 2002     |
| 74 | 8  | Odpady Waste                     | Donna Deitch         | Lisa Marie Petersen, Dawn DeNoon            | 15 listopada 2002    |
| 75 | 9  | Nieletni Juvenile                | Constantine Makris   | Michele Fazekas, Tara Butters               | 22 listopada 2002    |
| 76 | 10 | Odporność Resilience             | Joyce Chopra         | Patrick Harbinson                           | 6 grudnia 2002       |
| 77 | 11 | Uszkodzony Damaged               | Juan José Campanella | Barbie Kligman                              | 10 stycznia 2003     |
| 78 | 12 | Ryzyko Risk                      | Juan José Campanella | Jonathan Greene, Robert F. Campbell         | 17 stycznia 2003     |
| 79 | 13 | Zgniły Rotten                    | Constantine Makris   | Judith McCreary                             | 24 stycznia 2003     |
| 80 | 14 | Miłosierdzie Mercy               | David Platt          | Christos N. Gage, Ruth Fletcher             | 31 stycznia 2003     |
| 81 | 15 | Pandora                          | Alex Zakrzewski      | Michele Fazekas, Tara Butters               | 7 lutego 2003        |
| 82 | 16 | Tortury Tortured                 | Steve Shill          | Lisa Marie Petersen, Dawn DeNoon            | 14 lutego 2003       |
| 83 | 17 | Przywilej Privilege              | Jean de Segonzac     | Patrick Harbinson                           | 21 lutego 2003       |
| 84 | 18 | Zdesperowany Desperate           | David Platt          | Amanda Green                                | 14 marca 2003        |
| 85 | 19 | Pozory Appearances               | Alex Zakrzewski      | Liz Friedman, Vanessa Place, Stephen Belber | 28 marca 2003        |
| 86 | 20 | Dominacja Dominance              | Steve Shill          | Jonathan Greene, Robert F. Campbell         | 4 kwietnia 2003      |
| 87 | 21 | Błąd Fallacy                     | Juan José Campanella | Joshua Kotcheff, Barbie Kligman             | 18 kwietnia 2003     |
| 88 | 22 | Próżność Futility                | Alex Zakrzewski      | Michele Fazekas, Tara Butters               | 25 kwietnia 2003     |
| 89 | 23 | Żal Grief                        | Constantine Makris   | Adisa Iwa                                   | 2 maja 2003          |
| 90 | 24 | Perfekcjonista Perfect           | Rick Wallace         | Jonathan Greene, Robert F. Campbell         | 9 maja 2003          |
| 91 | 25 | Bezduszny Soulless               | Chad Lowe            | Lisa Marie Petersen, Dawn DeNoon            | 16 maja 2003         |

## Sezon 5 (2003-2004)
| Nr  | #  | Tytuł                  | Reżyseria            | Scenariusz                       | Premiera (NBC)       |
| --- | -- | ---------------------- | -------------------- | -------------------------------- | -------------------- |
| 92  | 1  | Tragedia Tragedy       | David Platt          | Amanda Green                     | 23 września 2003     |
| 93  | 2  | Maniak Manic           | Guy Norman Bee       | Patrick Harbinson                | 30 września 2003     |
| 94  | 3  | Matka Mother           | Ted Kotcheff         | Lisa Marie Petersen, Dawn DeNoon | 7 października 2003  |
| 95  | 4  | Strata Loss            | Constantine Makris   | Michele Fazekas, Tara Butters    | 14 października 2003 |
| 96  | 5  | Ślepy traf Serendipity | Constantine Makris   | Lisa Marie Petersen, Dawn DeNoon | 21 października 2003 |
| 97  | 6  | Przymuszony Coerced    | Jean de Segonzac     | Jonathan Greene                  | 28 października 2003 |
| 98  | 7  | Wybór Choice           | David Platt          | Patrick Harbinson                | 4 listopada 2003     |
| 99  | 8  | Wstręt Abomination     | Alex Zakrzewski      | Michele Fazekas, Tara Butters    | 11 listopada 2003    |
| 100 | 9  | Porywacz Control       | Ted Kotcheff         | Neal Baer, Dick Wolf             | 18 listopada 2003    |
| 101 | 10 | Wstrząs Shaken         | Constantine Makris   | Amanda Green                     | 25 listopada 2003    |
| 102 | 11 | Ucieczka Escape        | Jean de Segonzac     | Barbie Kligman                   | 2 grudnia 2003       |
| 103 | 12 | Bractwo Brotherhood    | Jean de Segonzac     | José Molina                      | 6 stycznia 2004      |
| 104 | 13 | Nienawiść Hate         | David Platt          | Robert Nathan                    | 13 stycznia 2004     |
| 105 | 14 | Rytuał Ritual          | Ed Bianchi           | Ruth Fletcher, Christos N. Gage  | 3 lutego 2004        |
| 106 | 15 | Rodziny Families       | Constantine Makris   | Jonathan Greene                  | 10 lutego 2004       |
| 107 | 16 | Dom Home               | Rick Wallace         | Amanda Green                     | 17 lutego 2004       |
| 108 | 17 | Zwyrodnialcy Mean      | Constantine Makris   | Michele Fazekas, Tara Butters    | 24 lutego 2004       |
| 109 | 18 | Opuszczony Careless    | Steve Shill          | Patrick Harbinson                | 2 marca 2004         |
| 110 | 19 | Mroczna tajemnica Sick | David Platt          | Dawn DeNoon                      | 30 marca 2004        |
| 111 | 20 | Ukryci Lowdown         | Jud Taylor           | Robert Nathan                    | 6 kwietnia 2004      |
| 112 | 21 | Przestępca Criminal    | Alex Zakrzewski      | José Molina                      | 20 kwietnia 2004     |
| 113 | 22 | Bezboleśnie Painless   | Juan José Campanella | Jonathan Greene                  | 27 kwietnia 2004     |
| 114 | 23 | Więź Bound             | Constantine Makris   | Barbie Kligman                   | 4 maja 2004          |
| 115 | 24 | Trucizna Poison        | David Platt          | Michele Fazekas, Tara Butters    | 11 maja 2004         |
| 116 | 25 | Nowotwór Head          | Juan José Campanella | Lisa Marie Petersen, Dawn DeNoon | 18 maja 2004         |

## Sezon 6 (2004-2005)
| Nr  | #  | Tytuł                        | Reżyseria                              | Scenariusz                       | Premiera (NBC)       |
| --- | -- | ---------------------------- | -------------------------------------- | -------------------------------- | -------------------- |
| 117 | 1  | Pierworództwo Birthright     | Arthur W. Forney                       | Jonathan Greene                  | 21 września 2004     |
| 118 | 2  | Dług Debt                    | David Platt                            | Amanda Green                     | 28 września 2004     |
| 119 | 3  | Nieprzyzwoitość Obscene      | Constantine Makris                     | José Molina                      | 12 października 2004 |
| 120 | 4  | Dręczyciel Scavenger         | Daniel Sackheim                        | Lisa Marie Petersen, Dawn DeNoon | 19 października 2004 |
| 121 | 5  | Przez łzy Outcry             | Constantine Makris                     | Patrick Harbinson                | 26 października 2004 |
| 122 | 6  | Sumienie Conscience          | David Platt                            | Roger Wolfson, Robert Nathan     | 9 listopada 2004     |
| 123 | 7  | Charyzma Charisma            | Arthur W. Forney                       | Michele Fazekas, Tara Butters    | 16 listopada 2004    |
| 124 | 8  | Wątpliwość Doubt             | Ted Kotcheff                           | Marjorie David                   | 23 listopada 2004    |
| 125 | 9  | Bezbronne Weak               | David Platt                            | Michele Fazekas, Tara Butters    | 30 listopada 2004    |
| 126 | 10 | Niedokończone sprawy Haunted | Juan José Campanella                   | Amanda Green                     | 7 grudnia 2004       |
| 127 | 11 | Napiętnowany Contagious      | Aaron Lipstadt                         | Jonathan Greene                  | 11 stycznia 2005     |
| 128 | 12 | Tożsamość Identity           | Rick Wallace                           | Lisa Marie Petersen, Dawn DeNoon | 18 stycznia 2005     |
| 129 | 13 | Tajemnicza ofiara Quarry     | Constantine Makris                     | José Molina                      | 25 stycznia 2005     |
| 130 | 14 | Gra Game                     | David Platt                            | Patrick Harbinson                | 8 lutego 2005        |
| 131 | 15 | Powiązani Hooked             | Jean de Segonzac                       | Joshua Kotcheff                  | 15 lutego 2005       |
| 132 | 16 | Duch Ghost                   | David Platt                            | Amanda Green                     | 22 lutego 2005       |
| 133 | 17 | Wściekłość Rage              | Juan José Campanella                   | Michele Fazekas, Tara Butters    | 1 marca 2005         |
| 134 | 18 | Medium Pure                  | Aaron Lipstadt                         | Dawn DeNoon                      | 8 marca 2005         |
| 135 | 19 | Zatrute życie Intoxicated    | Marita Grabiak                         | Jonathan Greene                  | 15 marca 2005        |
| 136 | 20 | Nocna zbrodnia Night         | Juan José Campanella, Arthur W. Forney | Amanda Green, Chris Levinson     | 3 maja 2005          |
| 137 | 21 | Więzy krwi Blood             | Félix Enríquez Alcalá                  | Patrick Harbinson                | 10 maja 2005         |
| 138 | 22 | Części zamienne Parts        | Matt Earl Beesley                      | David Foster                     | 17 maja 2005         |
| 139 | 23 | Goliat Goliath               | Peter Leto                             | Michele Fazekas, Tara Butters    | 24 maja 2005         |

## Sezon 7 (2005-2006)
| Nr  | #  | Tytuł                       | Reżyseria            | Scenariusz                    | Premiera (NBC)       |
| --- | -- | --------------------------- | -------------------- | ----------------------------- | -------------------- |
| 140 | 1  | Demony Demons               | David Platt          | Amanda Green                  | 20 września 2005     |
| 141 | 2  | Gra pozorów Design          | David Platt          | Lisa Marie Petersen           | 27 września 2005     |
| 142 | 3  | 911                         | Ted Kotcheff         | Patrick Harbinson             | 4 października 2005  |
| 143 | 4  | Rozerwany Ripped            | Rick Wallace         | Jonathan Greene               | 11 października 2005 |
| 144 | 5  | Nadwyrężenie Strain         | Constantine Makris   | Robert Nathan                 | 18 października 2005 |
| 145 | 6  | Surowy Raw                  | Jonathan Kaplan      | Dawn DeNoon                   | 1 listopada 2005     |
| 146 | 7  | Tożsamość Name              | David Platt          | Michele Fazekas               | 8 listopada 2005     |
| 147 | 8  | Pod przykrywką Starved      | David Platt          | Lisa Marie Petersen           | 15 listopada 2005    |
| 148 | 9  | Kołysanka Rockabye          | Peter Leto           | Patrick Harbinson             | 22 listopada 2005    |
| 149 | 10 | Burza Storm                 | David Platt          | Amanda Green, Neal Baer       | 29 listopada 2005    |
| 150 | 11 | Trędowata Alien             | Constantine Makris   | José Molina                   | 6 grudnia 2005       |
| 151 | 12 | Przekreślone życie Infected | Michelle MacLaren    | Michele Fazekas, Tara Butters | 3 stycznia 2006      |
| 152 | 13 | Porwana Blast               | Peter Leto           | Amanda Green                  | 10 stycznia 2006     |
| 153 | 14 | Tabu Taboo                  | Arthur W. Forney     | Dawn DeNoon                   | 17 stycznia 2006     |
| 154 | 15 | Marionetka Manipulated      | Matt Earl Beesley    | José Molina                   | 7 lutego 2006        |
| 155 | 16 | Uprowadzona Gone            | George Pattison      | Jonathan Greene               | 28 lutego 2006       |
| 156 | 17 | Śmiertelne rozdanie Class   | Aaron Lipstadt       | Paul Grellong                 | 21 marca 2006        |
| 157 | 18 | Zła krew Venom              | Peter Leto           | Judith McCreary               | 28 marca 2006        |
| 158 | 19 | Presja Fault                | Paul McCrane         | Michele Fazekas, Tara Butters | 4 kwietnia 2006      |
| 159 | 20 | Ukryta zemsta Fat           | Juan José Campanella | Patrick Harbinson             | 9 maja 2006          |
| 160 | 21 | Sieć Web                    | Peter Leto           | Paul Grellong                 | 9 maja 2006          |
| 161 | 22 | Brzemię Influence           | Norberto Barba       | Ian Biederman                 | 16 maja 2006         |

## Sezon 8 (2006-2007)
| Nr  | #  | Tytuł                        | Reżyseria                    | Scenariusz        | Premiera (NBC)       |
| --- | -- | ---------------------------- | ---------------------------- | ----------------- | -------------------- |
| 162 | 1  | Poinformowana Informed       | Peter Leto                   | Dawn DeNoon       | 19 września 2006     |
| 163 | 2  | Zegar Clock                  | James Hayman                 | Allison Intrieri  | 26 września 2006     |
| 164 | 3  | Powrót Recall                | Juan José Campanella         | Jonathan Greene   | 3 października 2006  |
| 165 | 4  | Wujek Uncle                  | David Platt                  | Dawn DeNoon       | 10 października 2006 |
| 166 | 5  | Konfrontacja Confrontation   | David Platt                  | Judith McCreary   | 17 października 2006 |
| 167 | 6  | Zinfiltrowany Infiltrated    | David Platt                  | Dawn DeNoon       | 31 października 2006 |
| 168 | 7  | Czuły punkt Underbelly       | Jonathan Kaplan              | Amanda Green      | 14 listopada 2006    |
| 169 | 8  | Klatka Cage                  | David Platt                  | Patrick Harbinson | 21 listopada 2006    |
| 170 | 9  | Aranżacja Choreographed      | Peter Leto                   | Paul Grellong     | 28 listopada 2006    |
| 171 | 10 | Szeherezada Scheherazade     | David Platt                  | Amanda Green      | 2 stycznia 2007      |
| 172 | 11 | Kara Burned                  | Eriq La Salle                | Judith McCreary   | 9 stycznia 2007      |
| 173 | 12 | Samotnik Outsider            | Arthur W. Forney             | Paul Grellong     | 16 stycznia 2007     |
| 174 | 13 | Luka Loophole                | David Platt                  | Jonathan Greene   | 6 lutego 2007        |
| 175 | 14 | Zależność Dependent          | Peter Leto                   | Ken Storer        | 13 lutego 2007       |
| 176 | 15 | Igła w stogu siana Haystack  | Peter Leto                   | Amanda Green      | 20 lutego 2007       |
| 177 | 16 | Filadelfia Philadelphia      | Peter Leto                   | Patrick Harbinson | 27 lutego 2007       |
| 178 | 17 | Grzech Sin                   | George Pattison              | Patrick Harbinson | 27 marca 2007        |
| 179 | 18 | Odpowiedzialność Responsible | David Platt, Yelena Lanskaya | Allison Intrieri  | 3 kwietnia 2007      |
| 180 | 19 | Floryda Florida              | David Platt                  | Jonathan Greene   | 1 maja 2007          |
| 181 | 20 | Zniszczenie Annihilated      | Peter Leto                   | Amanda Green      | 8 maja 2007          |
| 182 | 21 | Kłamstwo Pretend             | David Platt                  | Dawn DeNoon       | 15 maja 2007         |
| 183 | 22 | Kłopoty Screwed              | Arthur W. Forney             | Judith McCreary   | 22 maja 2007         |

## Sezon 9 (2007-2008)
| Nr  | #  | Tytuł                      | Reżyseria            | Scenariusz                     | Premiera (NBC)       |
| --- | -- | -------------------------- | -------------------- | ------------------------------ | -------------------- |
| 184 | 1  | Zmienność Alternate        | David Platt          | Neal Baer, Dawn DeNoon         | 25 września 2007     |
| 185 | 2  | Awatar Avatar              | Peter Leto           | Paul Grellon, Chris Emposimato | 2 października 2007  |
| 186 | 3  | Impuls Impulsive           | David Platt          | Jonathan Greene                | 9 października 2007  |
| 187 | 4  | Geniusz Savant             | Kate Woods           | Judith McCreary                | 16 października 2007 |
| 188 | 5  | Krzywda Harm               | Peter Leto           | Josh Singer                    | 23 października 2007 |
| 189 | 6  | Manipulator Svengali       | David Platt          | Kam Miller                     | 6 listopada 2007     |
| 190 | 7  | Oślepiony Blinded          | David Platt          | Jonathan Greene                | 13 listopada 2007    |
| 191 | 8  | Walka Fight                | Juan José Campanella | Mick Betancourt                | 20 listopada 2007    |
| 192 | 9  | Ojcostwo Paternity         | Kate Woods           | Amanda Green                   | 27 listopada 2007    |
| 193 | 10 | Donosiciel Snitch          | Jonathan Kaplan      | Mark Goffman                   | 4 grudnia 2007       |
| 194 | 11 | Cwaniak Streetwise         | Helen Shaver         | Paul Grellong                  | 1 stycznia 2008      |
| 195 | 12 | Podpis Signature           | Arthur W. Forney     | Judith McCreary                | 8 stycznia 2008      |
| 196 | 13 | Nieortodoksyjny Unorthodox | David Platt          | Josh Singer                    | 15 stycznia 2008     |
| 197 | 14 | Nienarodzeni Inconceivable | Christopher Zalla    | Dawn DeNoon                    | 22 stycznia 2008     |
| 198 | 15 | Przykrywka Undercover      | David Platt          | Mark Goffman                   | 15 kwietnia 2008     |
| 199 | 16 | Tajemnica Closet           | Peter Leto           | Ken Storer                     | 22 kwietnia 2008     |
| 200 | 17 | Władza Authority           | David Platt          | Neal Baer, Amanda Green        | 29 kwietnia 2008     |
| 201 | 18 | Handel Trade               | Peter Leto           | Jonathan Greene                | 6 maja 2008          |
| 202 | 19 | Głód Cold                  | David Platt          | Judith McCreary                | 13 maja 2008         |

## Sezon 10 (2008-2009)
| Nr  | #  | Tytuł                       | Reżyseria            | Scenariusz                       | Premiera (NBC)       |
| --- | -- | --------------------------- | -------------------- | -------------------------------- | -------------------- |
| 203 | 1  | Czas próby Trials           | David Platt          | Dawn DeNoon                      | 23 września 2008     |
| 204 | 2  | Wyznanie Confession         | Arthur W. Forney     | Judith McCreary                  | 30 września 2008     |
| 205 | 3  | Huśtawka emocjonalna Swing  | David Platt          | Amanda Green                     | 14 października 2008 |
| 206 | 4  | Obłęd Lunacy                | Peter Leto           | Daniel Truly                     | 21 października 2008 |
| 207 | 5  | Retrowirus Retro            | Peter Leto           | Joshua Kotcheff, Jonathan Greene | 28 października 2008 |
| 208 | 6  | Złamany pakt Babes          | David Platt          | Daniel Truly                     | 11 listopada 2008    |
| 209 | 7  | Zagrożenie gatunku Wildlife | Peter Leto           | Mick Betancourt                  | 18 listopada 2008    |
| 210 | 8  | Sprawy osobiste Persona     | Helen Shaver         | Amanda Green                     | 25 listopada 2008    |
| 211 | 9  | Trauma PTSD                 | Eriq La Salle        | Judith McCreary                  | 2 grudnia 2008       |
| 212 | 10 | Świństwa Smut               | Christopher Eyre     | Kam Miller                       | 9 grudnia 2008       |
| 213 | 11 | Obcy Stranger               | David Platt          | Dawn DeNoon                      | 6 stycznia 2009      |
| 214 | 12 | Szklarnia Hothouse          | Peter Leto           | Charley Davis                    | 13 stycznia 2009     |
| 215 | 13 | Schwytany Snatched          | David Platt          | Mick Betancourt                  | 3 lutego 2009        |
| 216 | 14 | Przemiana Transitions       | Peter Leto           | Ken Storer                       | 17 lutego 2009       |
| 217 | 15 | Trop Lead                   | David Platt          | Jonathan Greene                  | 10 marca 2009        |
| 218 | 16 | Ballerina                   | Peter Leto           | Daniel Truly                     | 17 marca 2009        |
| 219 | 17 | Piekło Hell                 | David Platt          | Amanda Green                     | 31 marca 2009        |
| 220 | 18 | Bagaż Baggage               | Christopher Zalla    | Judith McCreary                  | 7 kwietnia 2009      |
| 221 | 19 | Egoizm Selfish              | David Platt          | Mick Betancourt                  | 28 kwietnia 2009     |
| 222 | 20 | Zakochana Crush             | Peter Leto           | Jonathan Greene                  | 5 maja 2009          |
| 223 | 21 | Wolność Liberties           | Juan José Campanella | Dawn DeNoon                      | 19 maja 2009         |
| 224 | 22 | Zebry Zebras                | Peter Leto           | Daniel Truly, Amanda Green       | 2 czerwca 2009       |

## Sezon 11 (2009-2010)
| Nr  | #  | Tytuł        | Polski tytuł       | Reżyseria            | Scenariusz                             | Premiera (NBC)       |
| --- | -- | ------------ | ------------------ | -------------------- | -------------------------------------- | -------------------- |
| 225 | 1  | Unstable     | Chwiejny           | Arthur W. Forney     | Judith McCreary                        | 23 września 2009     |
| 226 | 2  | Sugar        | Kociak             | Peter Leto           | Daniel Truly                           | 30 września 2009     |
| 227 | 3  | Solitary     | Odosobnienie       | Helen Shaver         | Amanda Green                           | 7 października 2009  |
| 228 | 4  | Hammered     | Choroba            | Peter Leto           | Dawn DeNoon                            | 14 października 2009 |
| 229 | 5  | Hardwired    | Gruba ryba         | David Platt          | Mick Betancourt                        | 21 października 2009 |
| 230 | 6  | Spooked      | Szpieg             | Peter Leto           | Jonathan Greene                        | 28 października 2009 |
| 231 | 7  | Users        | W sieci            | David Platt          | Michael Angeli                         | 4 listopada 2009     |
| 232 | 8  | Turmoil      | Kłopoty            | Peter Leto           | Judith McCreary                        | 11 listopada 2009    |
| 233 | 9  | Perverted    | Zboczenie          | David Platt          | Dawn DeNoon                            | 18 listopada 2009    |
| 234 | 10 | Anchor       | Kotwica            | Jonathan Kaplan      | Daniel Truly, Amanda Green             | 9 grudnia 2009       |
| 235 | 11 | Quickie      | Szybki numerek     | David Platt          | Ken Storer                             | 6 stycznia 2010      |
| 236 | 12 | Shadow       | Cień               | Amy Redford          | Amanda Green                           | 13 stycznia 2010     |
| 237 | 13 | P.C.         | PC                 | Juan José Campanella | Daniel Truly                           | 3 marca 2010         |
| 238 | 14 | Savior       | Zbawca             | Peter Leto           | Mick Betancourt                        | 3 marca 2010         |
| 239 | 15 | Confidential | Tajne sprawy       | Peter Leto           | Jonathan Greene                        | 10 marca 2010        |
| 240 | 16 | Witness      | Świadek            | David Platt          | Dawn DeNoon, Christine M. Torres       | 17 marca 2010        |
| 241 | 17 | Disabled     | Niepełnosprawny    | Paul Black           | Judith McCreary                        | 24 marca 2010        |
| 242 | 18 | Bedtime      | Nocny zabójca      | Helen Shaver         | Neal Baer, Daniel Truly, Charley Davis | 31 marca 2010        |
| 243 | 19 | Conned       | Postęp             | David Platt          | Ken Storer                             | 7 kwietnia 2010      |
| 244 | 20 | Beef         | Mięso              | Peter Leto           | Lisa Loomer                            | 21 kwietnia 2010     |
| 245 | 21 | Torch        | Pochodnia          | Peter Leto           | Mick Betancourt, Amanda Green          | 28 kwietnia 2010     |
| 246 | 22 | Ace          | As                 | David Platt          | Jonathan Greene                        | 5 maja 2010          |
| 247 | 23 | Wannabe      | Fałszywa tożsamość | David Platt          | Dawn DeNoon                            | 12 maja 2010         |
| 248 | 24 | Shattered    | Porwanie           | Peter Leto           | Daniel Truly, Amanda Green             | 19 maja 2010         |

## Sezon 12 (2010-2011)
| Nr  | #  | Tytuł       | Polski tytuł | Reżyseria                      | Scenariusz                       | Premiera (NBC)       |
| --- | -- | ----------- | ------------ | ------------------------------ | -------------------------------- | -------------------- |
| 249 | 1  | Locum       | Lokum        | Arthur W. Forney               | Dawn DeNoon                      | 22 września 2010     |
| 250 | 2  | Bullseye    | Amnezja      | Peter Leto                     | Daniel Truly                     | 22 września 2010     |
| 251 | 3  | Behave      | Takt         | Helen Shaver                   | Jonathan Greene                  | 29 września 2010     |
| 252 | 4  | Merchandise | Towar        | Peter Leto                     | Judith McCreary                  | 6 października 2010  |
| 253 | 5  | Wet         | Mokry        | Jonathan Kaplan                | Speed Weed                       | 13 października 2010 |
| 254 | 6  | Branded     | Marka        | Peter Leto                     | Chris Brancato                   | 20 października 2010 |
| 255 | 7  | Trophy      | Trofeum      | Donna Deitch                   | Ken Storer                       | 3 listopada 2010     |
| 256 | 8  | Penetration | Penetracja   | Peter Leto                     | Dawn DeNoon, Christine M. Torres | 10 listopada 2010    |
| 257 | 9  | Gray        | Szary        | Helen Shaver                   | George Huang                     | 17 listopada 2010    |
| 258 | 10 | Rescue      | Ratunek      | Peter Leto, Constantine Makris | Daniel Truly                     | 1 grudnia 2010       |
| 259 | 11 | Pop         | Pop          | Norberto Barba                 | Jonathan Greene                  | 5 stycznia 2011      |
| 260 | 12 | Possessed   | Opętany      | Constantine Makris             | Brian Fagan                      | 5 stycznia 2011      |
| 261 | 13 | Mask        | Maska        | Donna Deitch                   | Speed Weed                       | 12 stycznia 2011     |
| 262 | 14 | Dirty       | Brudny       | Helen Shaver                   | Judith McCreary                  | 19 stycznia 2011     |
| 263 | 15 | Flight      | Lot          | Alex Chapple                   | Dawn DeNoon, Christine M. Torres | 2 lutego 2011        |
| 264 | 16 | Spectacle   | Spektakl     | Peter Leto                     | Chris Brancato                   | 9 lutego 2011        |
| 265 | 17 | Pursuit     | Pogoń        | Jonathan Kaplan                | Judith McCreary                  | 16 lutego 2011       |
| 266 | 18 | Bully       | Tyran        | Helen Shaver                   | Ken Storer                       | 23 lutego 2011       |
| 267 | 19 | Bombshell   | Bomba        | Patrick Creadon                | Daniel Truly                     | 23 marca 2011        |
| 268 | 20 | Totem       | Totem        | Jonathan Kaplan                | Jonathan Greene                  | 30 marca 2011        |
| 269 | 21 | Reparations | Remont       | Constantine Makris             | Christine M. Torres              | 6 kwietnia 2011      |
| 270 | 22 | Bang        | Huk          | Peter Leto                     | Speed Weed                       | 4 maja 2011          |
| 271 | 23 | Delinquent  | Przestępca   | Holly Dale                     | Dawn DeNoon                      | 11 maja 2011         |
| 272 | 24 | Smoked      | Spalony      | Helen Shaver                   | Daniel Truly, Jonathan Greene    | 18 maja 2011         |

## Sezon 13 (2011-2012)
| Nr  | #  | Tytuł           | Polski tytuł           | Reżyseria          | Scenariusz                                    | Premiera (NBC)       |
| --- | -- | --------------- | ---------------------- | ------------------ | --------------------------------------------- | -------------------- |
| 273 | 1  | Scorched Earth  | Zgliszcza              | Michael Slovis     | David Matthews                                | 21 września 2011     |
| 274 | 2  | Personal Fouls  | Faule osobiste         | Tim McKay          | Bryan Goluboff                                | 28 września 2011     |
| 275 | 3  | Blood Brothers  | Braterstwo krwi        | Tom DiCillo        | Julie Martin, Warren Leight                   | 5 października 2011  |
| 276 | 4  | Double Strands  | Dwa tropy              | Fred Berner        | John P. Roche                                 | 12 października 2011 |
| 277 | 5  | Missing Pieces  | Brakujące elementy     | Peter Leto         | Julie Martin, Warren Leight                   | 19 października 2011 |
| 278 | 6  | True Believers  | Prawdziwi wyznawcy     | Courtney Hunt      | Robin Veith                                   | 2 listopada 2011     |
| 279 | 7  | Russian Brides  | Rosyjskie panny młode  | Alex Chapple       | Bryan Goluboff                                | 9 listopada 2011     |
| 280 | 8  | Educated Guess  | Hipoteza               | Arthur W. Forney   | Judith McCreary                               | 16 listopada 2011    |
| 281 | 9  | Lost Traveller  | Zgubiony trop          | Jean de Segonzac   | Julie Martin, David Matthews                  | 30 listopada 2011    |
| 282 | 10 | Spiraling Down  | Równia pochyła         | Alex Chapple       | John P. Roche, Warren Leight                  | 7 grudnia 2011       |
| 283 | 11 | Theatre Tricks  | Gwałt na scenie        | Constantine Makris | Marygrace O'Shea, Julie Martin, Warren Leight | 11 stycznia 2012     |
| 284 | 12 | Official Story  | Wersje prawdy          | Michael Smith      | Peter Blauner                                 | 18 stycznia 2012     |
| 285 | 13 | Father's Shadow | Cień ojca              | Jean de Segonzac   | Julie Martin, Warren Leight                   | 8 lutego 2012        |
| 286 | 14 | Home Invasions  | Rozbój                 | Jim McKay          | Bryan Goluboff                                | 15 lutego 2012       |
| 287 | 15 | Hunting Ground  | Polowanie              | Jonathan Kaplan    | David Matthews, John P. Roche, Warren Leight  | 22 lutego 2012       |
| 288 | 16 | Child's Welfare | Dobro dziecka          | Holly Dale         | Julie Martin, Peter Blauner, Warren Leight    | 29 lutego 2012       |
| 289 | 17 | Justice Denied  | Klęska sprawiedliwości | Michael Slovis     | Stuart Feldman, Warren Leight                 | 11 kwietnia 2012     |
| 290 | 18 | Valentine's Day | Walentynki             | Peter Leto         | Julie Martin, Warren Leight                   | 18 kwietnia 2012     |
| 291 | 19 | Street Revenge  | Uliczna zemsta         | Arthur W. Forney   | Julie Martin, David Matthews                  | 25 kwietnia 2012     |
| 292 | 20 | Father Dearest  | Najdroższy ojciec      | Rosemary Rodriguez | John P. Roche, Warren Leight                  | 2 maja 2012          |
| 293 | 21 | Learning Curve  | Krzywa uczenia się     | Jonathan Herron    | Robin Veith, Julie Martin, Warren Leight      | 9 maja 2012          |
| 294 | 22 | Strange Beauty  | Dziwna piękność        | Alex Chapple       | Robin Veith, Peter Blauner                    | 16 maja 2012         |
| 295 | 23 | Rhodium Nights  | Rodowane noce          | Norberto Barba     | Julie Martin, Warren Leight                   | 23 maja 2012         |

## Sezon 14 (2012-2013)
| Nr  | #  | Tytuł            | Polski tytuł           | Reżyseria        | Scenariusz                                            | Premiera (NBC)       |
| --- | -- | ---------------- | ---------------------- | ---------------- | ----------------------------------------------------- | -------------------- |
| 296 | 1  | Lost Reputation  | Utracona reputacja     | Michael Slovis   | Julie Martin, Warren Leight                           | 26 września 2012     |
| 297 | 2  | Above Suspicion  | Poza podejrzeniami     | Michael Slovis   | Julie Martin, Warren Leight                           | 26 września 2012     |
| 298 | 3  | Twenty-Five Acts | Dwadzieścia pięć aktów | Jean de Segonzac | John P. Roche, Julie Martin, Warren Leight            | 10 października 2012 |
| 299 | 4  | Acceptable Loss  | Strata do przyjęcia    | Alex Chapple     | Ed Zuckerman                                          | 17 października 2012 |
| 300 | 5  | Manhattan Vigil  | Czuwanie               | Jean de Segonzac | Peter Blauner                                         | 24 października 2012 |
| 301 | 6  | Friending Emily  | Przyjaciele Emily      | Jim McKay        | Kevin Fox                                             | 31 października 2012 |
| 302 | 7  | Vanity's Bonfire | Ognisko próżności      | Michael Slovis   | Gwendolyn Parker, Warren Leight                       | 14 listopada 2012    |
| 303 | 8  | Lessons Learned  | Nauczka                | Alex Chapple     | John P. Roche, Julie Martin, Ed Zuckerman             | 21 listopada 2012    |
| 304 | 9  | Dreams Deferred  | Odłożone marzenia      | Michael Smith    | Julie Martin, Warren Leight                           | 5 grudnia 2012       |
| 305 | 10 | Presumed Guilty  | Domniemana wina        | Courtney Hunt    | Kevin Fox                                             | 2 stycznia 2013      |
| 306 | 11 | Beautiful Frame  | Pięknie wyreżyserowane | Jean de Segonzac | Peter Blauner                                         | 9 stycznia 2013      |
| 307 | 12 | Criminal Hatred  | Okrutny przestępca     | Adam Bernstein   | Ed Zuckerman                                          | 30 stycznia 2013     |
| 308 | 13 | Monster's Legacy | Straszne dziedzictwo   | Jean de Segonzac | John P. Roche, Julie Martin, Warren Leight            | 6 lutego 2013        |
| 309 | 14 | Secrets Exhumed  | Sekrety ekshumacji     | Laura Belsey     | Julie Martin, Warren Leight                           | 13 lutego 2013       |
| 310 | 15 | Deadly Ambition  | Zabójcze ambicje       | Jim McKay        | Julie Martin, Warren Leight, Kevin Fox, Peter Blauner | 20 lutego 2013       |
| 311 | 16 | Funny Valentine  | Zabawny wielbiciel     | Jean de Segonzac | Gwendolyn M. Parker                                   | 27 lutego 2013       |
| 312 | 17 | Undercover Blue  | Tajniak                | Michael Smith    | Aaron Tracy, Ed Zuckerman                             | 20 marca 2013        |
| 313 | 18 | Legitimate Rape  | Owoc gwałtu            | Jonathan Herron  | Kevin Fox, Peter Blauner                              | 27 marca 2013        |
| 314 | 19 | Born Psychopath  | Urodzony psychopata    | Alex Chapple     | Julie Martin, Warren Leight                           | 3 kwietnia 2013      |
| 315 | 20 | Girl Dishonored  | Nikczemnica            | Holly Dale       | Robert Brooks Cohen, Julie Martin, Warren Leight      | 24 kwietnia 2013     |
| 316 | 21 | Traumatic Wound  | Trauma                 | Alex Zakrzewski  | John P. Roche, Gwendolyn Parker                       | 1 maja 2013          |
| 317 | 22 | Poisoned Motive  | Zatruty motyw          | Arthur W. Forney | Julie Martin, Ed Zuckerman, Warren Leight             | 8 maja 2013          |
| 318 | 23 | Brief Interlude  | Wizyta                 | Kevin Bray       | Kevin Fox, Pedro Garcia, Peter Blauner                | 15 maja 2013         |
| 319 | 24 | Her Negotiation  | Negocjatorka           | Norberto Barba   | Julie Martin, Warren Leight                           | 22 maja 2013         |

## Sezon 15 (2013-2014)
| Nr  | #  | Tytuł              | Polski tytuł                 | Reżyseria          | Scenariusz                                                 | Premiera (NBC)       |
| --- | -- | ------------------ | ---------------------------- | ------------------ | ---------------------------------------------------------- | -------------------- |
| 320 | 1  | Surrender Benson   | Przegrany                    | Michael Smith      | Julie Martin, Warren Leight                                | 25 września 2013     |
| 321 | 2  | Imprisoned Lives   | Uwięzione życie              | Michael Slovis     | Julie Martin, Warren Leight                                | 25 września 2013     |
| 322 | 3  | American Tragedy   | Amerykańska tragedia         | Fred Berne         | Julie Martin, Warren Leight, Jill Abbinanti                | 2 października 2013  |
| 323 | 4  | Internal Affairs   | Sprawy wewnętrzne            | Jean de Segonzac   | Kevin Fox                                                  | 9 października 2013  |
| 324 | 5  | Wonderland Story   | W krainie czarów             | Jennifer Getzinger | Julie Martin, Warren Leight, Ed Zuckerman, Lawrence Kaplow | 16 października 2013 |
| 325 | 6  | October Surprise   | Październikowa niespodzianka | Peter Werner       | Peter Blauner, Warren Leight                               | 23 października 2013 |
| 326 | 7  | Dissonant Voices   | Gwiazda reality show         | Alex Chapple       | John P. Roche                                              | 6 listopada 2013     |
| 327 | 8  | Military Justice   | Wojskowa sprawiedliwość      | Tom DiCillo        | Lawrence Kaplow                                            | 13 listopada 2013    |
| 328 | 9  | Rapist Anonymous   | Gwałciciel                   | Steve Shill        | Julie Martin, Warren Leight                                | 20 listopada 2013    |
| 329 | 10 | Psycho/Therapist   | Psychoterapeuta              | Michael Slovis     | Julie Martin, Warren Leight                                | 15 stycznia 2014     |
| 330 | 11 | Amaro's One-Eighty | maro                         | Nick Gomez         | Kevin Fox, Julie Martin, Warren Leight                     | 15 stycznia 2014     |
| 331 | 12 | Jersey Breakdown   | Jersey                       | Jonathan Herron    | Julie Martin, Céline C. Robinson                           | 22 stycznia 2014     |
| 332 | 13 | Betrayal's Climax  | Zdrada w Climax              | Holly Dale         | Jill Abbinanti                                             | 29 stycznia 2014     |
| 333 | 14 | Wednesday's Child  | Zaginione dziecko            | Laura Belsey       | Peter Blauner, Warren Leight                               | 5 lutego 2014        |
| 334 | 15 | Comic Perversion   | Komik                        | Alex Chapple       | Brianna Yellen, Julie Martin, Warren Leight                | 26 lutego 2014       |
| 335 | 16 | Gridiron Soldier   | Żołnierska przysługa         | Jean de Segonzac   | John P. Roche, Julie Martin                                | 5 marca 2014         |
| 336 | 17 | Gambler's Fallacy  | Hazard                       | Alex Chapple       | Julie Martin, Warren Leight, Kevin Fox                     | 12 marca 2014        |
| 337 | 18 | Criminal Stories   | Kryminalne historie          | Mariska Hargitay   | Peter Blauner, Julie Martin, Warren Leight                 | 19 marca 2014        |
| 338 | 19 | Downloaded Child   | Trauma z dzieciństwa         | Adam Bernstein     | Jill Abbinanti, Julie Martin, Warren Leight                | 2 kwietnia 2014      |
| 339 | 20 | Beast's Obsession  | Obsesja                      | Steve Shill        | Julie Martin, Warren Leight                                | 9 kwietnia 2014      |
| 340 | 21 | Post-Mortem Blues  | Rozterka                     | Michael Slovis     | Julie Martin, Warren Leight                                | 30 kwietnia 2014     |
| 341 | 22 | Reasonable Doubt   | Uzasadnione wątpliwości      | Alex Chapple       | Kevin Fox, Robert Brooks Cohen                             | 7 maja 2014          |
| 342 | 23 | Thought Criminal   | Dowody                       | Adam Bernstein     | Peter Blauner, Julie Martin, Warren Leight                 | 14 maja 2014         |
| 343 | 24 | Spring Awakening   | Przebudzenie wiosny          | Norberto Barba     | Julie Martin, Warren Leight, Kevin Fox                     | 21 maja 2014         |

## Sezon 16 (2014-2015)
7 maja 2014 roku, stacja NBC oficjalnie zamówiła 16 sezon serialu Prawo i porządek: Sekcja specjalna.
| Nr | #  | Tytuł              | Polski tytuł              | Reżyseria          | Scenariusz                                                           | Premiera (NBC)       |
| --- | -- | ------------------ | ------------------------- | ------------------ | -------------------------------------------------------------------- | -------------------- |
| 344 | 1  | Girls Disappeared  | Zaginione dziewczyny      | Alex Chapple       | Robert Brooks Cohen, Kevin Fox, Julie Martin, Warren Leight          | 24 września 2014     |
| 345 | 2  | American Disgrace  | Amerykańska hańba         | Arthur W. Forney   | Julie Martin & Warren Leight                                         | 1 października 2014  |
| 346 | 3  | Producer's Backend | Zaplecze producenta       | Michael Pressman   | Jill Abbinanti, Brianna Yellen, Julie Martin, Warren Leight          | 8 października 2014  |
| 347 | 4  | Holden's Manifesto | Manifest Holdena          | Jean de Segonzac   | Julie Martin, Warren Leight, Kevin Fox                               | 15 października 2014 |
| 348 | 5  | Pornstar's Requiem | Rekwiem gwiazd porno      | Jennifer Getzinger | Robert Brooks Cohen, Céline C. Robinson, Kevin Fox, Warren Leight    | 22 października 2014 |
| 349 | 6  | Glasgowman's Wrath | Polowanie                 | Jean de Segonzac   | Brianna Yellen, Jill Abbinanti, Julie Martin, Warren Leight          | 5 listopada 2014     |
| 350 | 7  | Chicago Crossover  | Obława                    | Steve Shill        | Ed Zuckerman, Dick Wolf, Warren Leight                               | 12 listopada 2014    |
| Odcinek jest drugą częścią trzyodcinkowego crossoveru pomiędzy serialami: Chicago Fire (część 1: sezon 3, odcinek 7) oraz Chicago PD (część 3: sezon 2, odcinek 7).     |    |                    |                           |                    |                                                                      |                      |
| 351 | 8  | Spousal Privilege  | Prawo tajemnicy           | Sharat Raju        | Julie Martin, Samantha Corbin-Miller, Warren Leight                  | 19 listopada 2014    |
| 352 | 9  | Pattern Seventeen  | Schemat                   | Martha Mitchell    | Kevin Fox                                                            | 10 grudnia 2014      |
| 353 | 10 | Forgiving Rollins  | Wybaczenie Rollins        | Michael Slovis     | Julie Martin, Warren Leight                                          | 7 stycznia 2015      |
| 354 | 11 | Agent Provocateur  | Prowokator                | Alex Chapple       | Samantha Corbin-Miller                                               | 14 stycznia 2015     |
| 355 | 12 | Padre Sandunguera  | Ojciec Sandunguero        | Mariska Hargitay   | Peter Blauner, Warren Leight                                         | 21 stycznia 2015     |
| 356 | 13 | Decaying Morality  | Zgniła moralność          | Michael Pressman   | Kevin Fox, Brianna Yellen                                            | 4 lutego 2015        |
| 357 | 14 | Intimidation Game  | Gra na upokorzenie        | Jean de Segonzac   | Céline C. Robinson, Robert Brooks Cohen, Julie Martin                | 11 lutego 2015       |
| 358 | 15 | Undercover Mother  | Matka-tajniaczka          | Steve Shill        | Warren Leight, Julie Martin                                          | 18 lutego 2015       |
| 359 | 16 | December Solstice  | Grudniowe przesilenie     | Sharat Raju        | Ed Zuckerman                                                         | 25 lutego 2015       |
| 360 | 17 | Parole Violations  | Złamane warunki           | Jean de Segonzac   | Jill Abbinanti                                                       | 25 marca 2015        |
| 361 | 18 | Devastating Story  | Przerażająca historia     | Michael Slovis     | Samantha Corbin-Miller                                               | 1 kwietnia 2015      |
| 362 | 19 | Granting Immunity  | Epidemia                  | Holly Dale         | Brianna Yellen, A. Zell Williams, Julie Martin, Warren Leight        | 8 kwietnia 2015      |
| 363 | 20 | Daydream Believer  | Koszmarny marzyciel       | Martha Mitchell    | Warren Leight, Matt Olmstead, Julie Martin, Ed Zuckerman             | 29 kwietnia 2015     |
| Odcinek jest trzecią częścią trzyodcinkowego crossoveru pomiędzy serialami: Chicago Fire (część 1: sezon 3, odcinek 21) oraz Chicago PD (część 2: sezon 2, odcinek 20). |    |                    |                           |                    |                                                                      |                      |
| 364 | 21 | Perverted Justice  | Przewrotna sprawiedliwość | Alex Chapple       | Julie Martin, Warren Leight, Celine C. Robinson, Robert Brooks Cohen | 6 maja 2015          |
| 365 | 22 | Parents' Nightmare | Koszmar rodziców          | Jean de Segonzac   | Kevin Fox, Brendan Feeney                                            | 13 maja 2015         |
| 366 | 23 | Surrendering Noah  | Rozstanie z Noah          | Michael Slovis     | Warren Leight, Julie Martin                                          | 20 maja 2015         |

## Sezon 17 (2015-2016)
5 lutego 2015 roku, stacja NBC oficjalnie zamówiła 17 sezon serialu Prawo i porządek: Sekcja specjalna.
| Nr | #  | Tytuł               | Polski tytuł               | Reżyseria          | Scenariusz                                                          | Premiera (NBC)       | Premiera w Polsce (13 Ulica) |
| --- | -- | ------------------- | -------------------------- | ------------------ | ------------------------------------------------------------------- | -------------------- | ---------------------------- |
| 367 | 1  | Devil's Dissections | Autopsja diabła            | Jean de Segonzac   | Warren Leight, Julie Martin, Kevin Fox                              | 23 września 2015     | 26 października 2018         |
| 368 | 2  | Criminal Pathology  | W niesłusznej sprawie      | Alex Chapple       | Warren Leight, Julie Martin                                         | 23 września 2015     | 2 listopada 2018             |
| 369 | 3  | Transgender Bridge  | Więzień płci               | Arthur W. Forney   | Jill Abbinanti, Céline C. Robinson, Julie Martin, Warren Leight     | 30 września 2015     | 9 listopada 2018             |
| 370 | 4  | Institutional Fail  | Gdy system zawodzi         | Martha Mitchell    | Julie Martin, Briann Yellen, Samantha Corbin-Miller                 | 7 października 2015  | 16 listopada 2018            |
| 371 | 5  | Community Policing  | Policja obywatelska        | Jean de Segonzac   | Warren Leight, A. Zell Williams, Kevin Fox                          | 14 października 2015 | 23 listopada 2018            |
| 372 | 6  | Maternal Instincts  | Instynkt macierzyński      | Michael Pressman   | Warren Leight, Julie Martin, Robert Brooks Cohen                    | 21 października 2015 | 30 listopada 2018            |
| 373 | 7  | Patrimonial Burden  | Brzemię ojcostwa           | Martha Mitchell    | Jill Abbinanti, Céline C. Robinson, Warren Leight, Julie Martin     | 4 listopada 2015     | 7 grudnia 2018               |
| 374 | 8  | Melancholy Pursuit  | W poszukiwaniu melancholii | Michael Pressman   | Warren Leight, Julie Martin, Brianna Yellen, Samantha Corbin-Miller | 11 listopada 2015    | 14 grudnia 2018              |
| 375 | 9  | Depravity Standard  | Standard deprawacji        | Martha Mitchell    | Ed Zuckerman                                                        | 18 listopada 2015    | 21 grudnia 2018              |
| 376 | 10 | Catfishing Teacher  | Fałszywy nauczyciel        | Michael Slovis     | Kevin Fox                                                           | 6 stycznia 2016      | 11 stycznia 2019             |
| 377 | 11 | Townhouse Incident  | Wypadek w kamienicy        | Nick Gomez         | Brianna Yellen                                                      | 13 stycznia 2016     | 18 stycznia 2019             |
| 378 | 12 | A Misunderstanding  | Nieporozumienie            | Mariska Hargitay   | Celine C. Robinson                                                  | 20 stycznia 2016     | 25 stycznia 2019             |
| 379 | 13 | Forty-One Witnesses | 41 świadków                | Michael Pressman   | Robert Brooks Cohen                                                 | 3 lutego 2016        | 1 lutego 2019                |
| 380 | 14 | Nationwide Manhunt  | Polowanie na szeroką skalę | Alex Chapple       | Warren Leight, Julie Martin                                         | 10 lutego 2016       | 8 lutego 2019                |
| Odcinek jest pierwszą częścią dwuodcinkowego crossoveru z serialem Chicago PD (część 2: sezon 3, odcinek 14). |    |                     |                            |                    |                                                                     |                      |                              |
| 381 | 15 | Collateral Damages  | Rykoszet                   | Rosemary Rodriguez | Samantha Corbin-Miller                                              | 17 lutego 2016       | 15 lutego 2019               |
| 382 | 16 | Star-Struck Victims | Ofiary gwiazd              | Michael Pressman   | A. Zell Williams                                                    | 24 lutego 2016       | 22 lutego 2019               |
| 383 | 17 | Manhattan Transfer  | Transfer                   | Alex Chapple       | Julie Martin, Warren Leight, Kevin Fox, Brendan Feeney              | 2 marca 2016         | 1 marca 2019                 |
| 384 | 18 | Unholiest Alliance  | Transfer                   | Jean de Segonzac   | Warren Leight, Julie Martin, Kevin Fox, Brendan Feeney              | 23 marca 2016        | 8 marca 2019                 |
| 385 | 19 | Sheltered Outcasts  | Schronisko                 | Mariska Hargitay   | Ed Zuckerman                                                        | 30 marca 2016        | 15 marca 2019                |
| 386 | 20 | Fashionable Crimes  | Przestępstwo modowe        | Martha Mitchell    | Penelope Koechl, Jill Lorie Hurst                                   | 4 maja 2016          | 22 marca 2019                |
| 387 | 21 | Assaulting Reality  | Skandal na wizji           | Alex Chapple       | Brianna Yellen, Robert Brooks Cohen, Warren Leight, Julie Martin    | 11 maja 2016         | 29 marca 2019                |
| 388 | 22 | Intersected Lives   | Nasze drogi się krzyżują   | Jonathan Starch    | Julie Martin, Warren Leight                                         | 18 maja 2016         | 5 kwietnia 2019              |
| 389 | 23 | Heartfelt Passages  | Serdeczny pasażer          | Alex Chapple       | Warren Leight, Julie Martin                                         | 25 maja 2016         | 12 kwietnia 2019             |

## Sezon 18 (2016-2017)
1 lutego 2016 roku, stacja NBC ogłosiła zamówienie osiemnastego sezonu
| Nr  | #  | Tytuł               | Polski tytuł | Reżyseria           | Scenariusz                                                | Premiera (NBC)       |
| --- | -- | ------------------- | ------------ | ------------------- | --------------------------------------------------------- | -------------------- |
| 390 | 1  | Terrorized          |              | Alik Sakharov       | Rick Eid, Julie Martin                                    | 21 września 2016     |
| 391 | 2  | Making A Rapist     |              | Michael Pressman    | Kevin Fox                                                 | 28 września 2016     |
| 392 | 3  | Imposter            |              | Jean de Segonzac    | Gavin Harris, Rick Eid                                    | 5 października 2016  |
| 393 | 4  | Heightened Emotions |              | Alex Chapple        | Julie Martin, Celine C. Robinson                          | 12 października 2016 |
| 394 | 5  | Rape Interrupted    |              | Michael Pressman    | Julie Martin, Brianna Yellen                              | 26 października 2016 |
| 395 | 6  | Broken Rhymes       |              | Adam Bernstein      | Rick Eid, Jeffrey Baker                                   | 9 listopada 2016     |
| 396 | 7  | Next Chapter        |              | Fred Berner         | Rick Eid, Gavin Harris                                    | 4 stycznia 2017      |
| 397 | 8  | Chasing Theo        |              | Jean de Segonzac    | Julie Martin, Robert Brooks Cohen                         | 11 stycznia 2017     |
| 398 | 9  | Decline and Fall    |              | Jean de Segonzac    | Ed Zuckerman, Robert Brooks Cohen                         | 18 stycznia 2017     |
| 399 | 10 | Motherly Love       |              | Mariska Hargitay    | Rick Eid, Julie Martin                                    | 8 lutego 2017        |
| 400 | 11 | Great Expectations  |              | Martha Mitchell     | Kevin Fox, Brendan Feeney                                 | 15 lutego 2017       |
| 401 | 12 | No Surrender        |              | Stephanie Marquardt | Gavin Harris, Kinan Copen                                 | 22 lutego 2017       |
| 402 | 13 | Genes               |              | Michael Pressman    | Rick Eid, Celine C. Robinson                              | 22 marca 2017        |
| 403 | 14 | Net Wort            |              | Alex Chapple        | Rick Eid, Jeffrey Baker                                   | 29 marca 2017        |
| 404 | 15 | Know It All         |              | Jonathan Herron     | Ed Zuckerman, Kevin Fox                                   | 5 kwietnia 2017      |
| 405 | 16 | The Newsroom        |              | Jono Oliver         | Julie Martin, Brianna Yellen, Warren Leight, Julie Martin | 26 kwietnia 2017     |
| 406 | 17 | Real Fake News      |              | Martha Mitchell     | Ed Zuckerman                                              | 3 maja 2017          |
| 407 | 18 | Spellbound          |              | Jean de Segonzac    | Gavin Harris, Kinan Copen                                 | 10 maja 2017         |
| 408 | 19 | Conversion          |              | Alex Chapple        | Kevin Fox, Brendan Feeney                                 | 17 maja 2017         |
| 409 | 20 | American Dream      |              | Jean de Segonzac    | Rick Eid, Julie Martin                                    | 24 maja 2017         |
| 410 | 21 | Sanctuary           |              | Michael Pressman    | Rick Eid, Julie Martin                                    | 24 maja 2017         |

## Sezon 19 (2017-2018)
13 maja 2017 roku, stacja NBC ogłosiła zamówienie dziewiętnasty sezonu
| Nr | #  | Tytuł                    | Polski tytuł | Reżyseria           | Scenariusz                           | Premiera (NBC)       |
| --- | -- | ------------------------ | ------------ | ------------------- | ------------------------------------ | -------------------- |
| 411 | 1  | Gone Fishin              |              | Alex Chapple        | Michael Chernuchin                   | 27 września 2017     |
| 412 | 2  | Mood                     |              | Michael Pressman    | Allison Intrieri                     | 4 października 2017  |
| 413 | 3  | Contrapasso              |              | Jean de Segonzac    | Richard Sweren                       | 11 października 2017 |
| 414 | 4  | No Good Reason           |              | Martha Mitchell     | Julie Martin, Brianna Yellen         | 18 października 2017 |
| 415 | 5  | Complicated              |              | Tricia Brook        | Celene C. Robinson                   | 25 października 2017 |
| 416 | 6  | Unintended Consequences  |              | Jonathan Herron     | Elizabeth Rinehart                   | 8 listopada 2017     |
| 417 | 7  | Something Happened       |              | Alex Chapple        | Michael Chernuchin                   | 29 listopada 2017    |
| 418 | 8  | Intent                   |              | Adam Bernstein      | Robert Brooks Cohen, Lawrence Kaplow | 6 grudnia 2017       |
| 419 | 9  | Gone Baby Gone           |              | Jean de Segonzac    | Lawrence Kaplow, Elizabeth Rinehart  | 3 stycznia 2018      |
| 420 | 10 | Pathological             |              | Jono Oliver         | Brianna Yellen                       | 10 stycznia 2018     |
| 421 | 11 | Flight Risk              |              | Michael Pressman    | Julie Martin, Allison Intrieri       | 17 stycznia 2018     |
| 422 | 12 | Info Wars                |              | Michael Slovis      | Richard Sweren, Robert Brooks Cohen  | 31 stycznia 2018     |
| 423 | 13 | The Undiscovered Country |              | Alex Chapple        | Michael Chernuchin                   | 7 lutego 2018        |
| Odcinek jest crossoverem postaciowym z serialami: Chicago Justice oraz Prawo i porządek (pojawiają się postacie z tych seriali). |    |                          |              |                     |                                      |                      |
| 424 | 14 | Chasing Demons           |              | Fred Berner         | Richard Sweren, Allison Intrieri     | 28 lutego 2018       |
| 425 | 15 | In Loco Parentis         |              | Norberto Barba      | Michael Chernuchin, Julie Martin     | 7 marca 2018         |
| 426 | 16 | Dare                     |              | Christopher Misiano | Richard Sweren, Cèline C. Robinson   | 14 marca 2018        |
| 427 | 17 | Send in the Clowns       |              | Alex Chapple        | Julie Martin, Brianna Yellen         | 21 marca 2018        |
| 428 | 18 | Service                  |              | Fred Berner         | Lawrence Kaplow, Céline C. Robinson  | 11 kwietnia 2018     |
| 429 | 19 | Sunk Cost Fallacy        |              | Michael Pressman    | Michael Chernuchin, Allison Intrieri | 18 kwietnia 2018     |
| 430 | 20 | The Book of Esther       |              | Jean De Segonzac    | Richard Sweren, Ryan Causey          | 2 maja 2018          |
| 431 | 21 | Guardian                 |              | Stephanie Marquardt | Julie Martin, Matt Klypka            | 9 maja 2018          |
| 432 | 22 | Mama                     |              | Jean de Segonzac    | Lawrence Kaplow, Elizabeth Rinehart  | 16 maja 2018         |
| 433 | 23 | Remember Me              |              | Alex Chapple        | Michael Chernuchin, Julie Martin     | 23 maja 2018         |
| 434 | 24 | Remember Me Too          |              | Alex Chapple        | Michael Chernuchin, Julie Martin     | 23 maja 2018         |

## Sezon 20 (2018-2019)
10 maja 2018 roku, stacja NBC ogłosiła zamówienie dwudziesty sezonu
| Nr | #  | Tytuł               | Polski tytuł | Reżyseria           | Scenariusz                                                 | Premiera (NBC)       |
| --- | -- | ------------------- | ------------ | ------------------- | ---------------------------------------------------------- | -------------------- |
| 435                                                                                                   | 1  | Man Up              |              | Alex Chapple        | Michael Chernuchin, Julie Martin                           | 27 września 2018     |
| 436                                                                                                   | 2  | Man Down            |              | Alex Chapple        | Michael Chernuchin, Julie Martin                           | 27 września 2018     |
| 437                                                                                                   | 3  | Zero Tolerance      |              | Michael Pressman    | Céline C. Robinson, Richard Sweren                         | 4 października 2018  |
| Odcinek jest crossoverem postaciowym z serialem: Chicago Justice (pojawia się postać z tego serialu). |    |                     |              |                     |                                                            |                      |
| 438                                                                                                   | 4  | Revenge             |              | Martha Mitchell     | Michael Chernuchin, Lawrence Kaplow                        | 11 października 2018 |
| 439                                                                                                   | 5  | Accredo             |              | Jean de Segonzac    | Julie Martin, Brianna Yellen                               | 18 października 2018 |
| 440                                                                                                   | 6  | Exile               |              | Stephanie Marquardt | Michael Chernuchin, Allison Intrieri                       | 25 października 2018 |
| 441                                                                                                   | 7  | Caretaker           |              | Jono Oliver         | Jordan Barsky                                              | 1 listopada 2018     |
| 442                                                                                                   | 8  | Hell's Kitchen      |              | Monica Raymund      | Richard Sweren, Ryan Causey                                | 8 listopada 2018     |
| 443                                                                                                   | 9  | Mea Culpa           |              | Mariska Hargitay    | Michael Chernuchin, Julie Martin                           | 15 listopada 2018    |
| 444                                                                                                   | 10 | Alta Kockers        |              | Alex Chapple        | Michael Chernuchin                                         | 29 listopada 2018    |
| 445                                                                                                   | 11 | Plastic             |              | Fred Berner         | Lawrence Kaplow, Brianna Yellen                            | 10 stycznia 2019     |
| 446                                                                                                   | 12 | Dear Ben            |              | Jean de Segonzac    | Julie Martin, Matt Klypka                                  | 17 stycznia 2019     |
| 447                                                                                                   | 13 | A Story of More Woe |              | Ray McKinnon        | Julie Martin, Céline C. Robinson                           | 31 stycznia 2019     |
| 448                                                                                                   | 14 | Part 33             |              | Alex Chapple        | Michael Chernuchin                                         | 7 lutego 2019        |
| 449                                                                                                   | 15 | Brothel             |              | Michael Pressman    | Julie Martin, Ryan Causey                                  | 14 lutego 2019       |
| 450                                                                                                   | 16 | Facing Demons       |              | Timothy Busfield    | Richard Sweren, Allison Intrieri                           | 21 lutego 2019       |
| 451                                                                                                   | 17 | Missing             |              | Constantine Makris  | Michael Chernuchin, Matt Klypka                            | 14 marca 2019        |
| 452                                                                                                   | 18 | Blackout            |              | Chris Misiano       | Peter Blauner                                              | 21 marca 2019        |
| 453                                                                                                   | 19 | Dearly Beloved      |              | Lucy Liu            | Richard Sweren, Allison Intrieri                           | 4 kwietnia 2019      |
| 454                                                                                                   | 20 | The Good Girl       |              | Jean de Segonzac    | Lawrence Kaplow, Brianna Yellen                            | 11 kwietnia 2019     |
| 455                                                                                                   | 21 | Exchange            |              | Michael Pressman    | Michael Chernuchin, Jordan Barsky                          | 25 kwietnia 2019     |
| 456                                                                                                   | 22 | Diss                |              | Alex Chapple        | Michael Chernuchin, Allison Intrieri                       | 2 maja 2019          |
| 457                                                                                                   | 23 | Assumptions         |              | Fred Berner         | Julie Martin, Richard Sweren Story by : Michael Chernuchin | 9 maja 2019          |
| 458                                                                                                   | 24 | End Game            |              | Alex Chapple        | Michael Chernuchin, Julie Martin                           | 16 maja 2019         |

## Sezon 21 (2019-2020)
29 marca 2019 roku, stacja NBC ogłosiła zamówienie dwudziestego pierwszego sezonu
| Nr  | #  | Tytuł                        | Polski tytuł | Reżyseria            | Scenariusz                                                                             | Premiera (NBC)       |
| --- | -- | ---------------------------- | ------------ | -------------------- | -------------------------------------------------------------------------------------- | -------------------- |
| 459 | 1  | I'm Going To Make You a Star |              | Norberto Barba       | Warren Leight, Peter Blauner                                                           | 26 września 2019     |
| 460 | 2  | The Darkest Journey Home     |              | Jean de Segonzac     | Julie Martin, Warren Leight                                                            | 3 października 2019  |
| 461 | 3  | Down Low in Hell's Kitchen   |              | Timothy Busfield     | Monet Hurst-Mendoza, Brendan Feeney, Lisa Takeuchi Cullen, Julie Martin, Warren Leight | 10 października 2019 |
| 462 | 4  | The Burden of Our Choices    |              | Martha Mitchell      | Julie Martin, Micharne Cloughley, Warren Leight                                        | 17 października 2019 |
| 463 | 5  | At Midnight in Manhattan     |              | Peter Werner         | Kathy Dobie, Micharne Cloughley, Brianna Yellen                                        | 24 października 2019 |
| 464 | 6  | Murdered at a Bad Address    |              | Michael Smith        | Denis Hamill, Julie Martin, Warren Leight                                              | 31 października 2019 |
| 465 | 7  | Counselor, It’s Chinatown    |              | Leslie Hope Teleplay | Kathy Dobie, Lisa Takeuchi Cullen, Julie Martin, Warren Leight                         | 7 listopada 2019     |
| 466 | 8  | We Dream Of Machine Elves    |              | Jonathan Herron      | Brendan Feeney, Monet Hurst-Mendoza, Julie Martin, Warren Leight                       | 14 listopada 2019    |
| 467 | 9  | Can’t Be Held Accountable    |              | Norberto Barba       | Brianna Yellen, Julie Martin, Warren Leight                                            | 21 listopada 2019    |
| 468 | 10 | Must Be Held Accountable     |              | Laurie Collyer       | Brianna Yellen, Denis Hamill, Warren Leight, Julie Martin                              | 9 stycznia 2020      |
| 469 | 11 | She Paints for Vengeance     |              | Mariska Hargitay     | Kathy Dobie, Julie Martin                                                              | 16 stycznia 2020     |
| 470 | 12 | The Longest Night of Rain    |              | Michael Smith        | Peter Blauner, Warren Leight                                                           | 30 stycznia 2020     |
| 471 | 13 | Redemption in Her Corner     |              | Batán Silva          | Monet Hurst-Mendoza, Brianna Yellen, Julie Martin, Warren Leight                       | 6 lutego 2020        |
| 472 | 14 | I Deserve Some Loving Too    |              | Jean de Segonzac     | Denis Hamill, Julie Martin, Warren Leight                                              | 13 lutego 2020       |
| 473 | 15 | Garland's Baptism by Fire    |              | Martha Mitchell      | Lisa Takeuchi Cullen, Warren Leight, Julie Martin                                      | 20 lutego 2020       |
| 474 | 16 | Eternal Relief from Pain     |              | Jean de Segonzac     | Peter Blauner                                                                          | 27 lutego 2020       |
| 475 | 17 | Dance Lies and Video Tape    |              | Leslie Hope          | Micharne Cloughley, Brendan Feeney, Julie Martin, Warren Leight                        | 26 marca 2020        |
| 476 | 18 | Garland's Baptism by Fire    |              | Norberto Barba       | Cheryl L. Davis, Micharne Cloughley                                                    | 2 kwietnia 2020      |
| 477 | 19 | Solving For The Unknowns     |              | Christopher Misiano  | Brianna Yellen, Kathy Dobie                                                            | 16 kwietnia 2020     |
| 478 | 20 | The Things We Have To Lose   |              | Juan Campanella      | Warren Leight, Julie Martin                                                            | 23 kwietnia 2020     |

## Sezon 22 (2020-2021)
27 lutego 2020 roku stacja NBC zamówiła trzy kolejne sezonu serialu.
| Nr  | # | Tytuł                     | Reżyseria | Scenariusz                  | Premiera (NBC)    |
| --- | - | ------------------------- | --------- | --------------------------- | ----------------- |
| 479 | 1 | Remember Me In Quarantine |           | Warren Leight, Julie Martin | 12 listopada 2020 |